# Drvene crkve Chiloé
Drvene crkve Chiloé je naziv za drvene crkve na otočju Chiloé (Čile), koje su kao jedinstvena pojava originalne arhitekture u Latinskoj Americi 2000. godine upisane na UNESCO-ov popis mjesta svjetske baštine u Americi.
Ove crkvene drvene građevine predstavljaju baštinu isusovačke peripatetičke misije u 17. i 18. stoljeću, a koju su nastavili i obogatili franjevci u 19. stoljeću, te još uvijek i danas živi. U njima su utjelovljena bogatstva Chiloé otočja, te svjedoče o uspješnom spoju autohtone indijanske i europske kulture doseljenika. Ova arhitektura je u potpunosti integrirana u krajolik, te također predstavlja duhovne vrijednosti zajednice mestika.
Za razliku od službene španjolske kolonijalne arhitekture, ove crkve su uglavnom građene od lokalne drvene građe i pokrivene su drvenom šindrom. Naime, one su građene kako bi odolijevale otočkoj vlažnoj i kišnoj oceanskoj klimi. Čak su se šindra pločice od čempresa Fitzroya koristile kao novac, poznat kao Real de Alerce.
Šesnaest zaštićenih crkvi se nalaze koncentrirane u istočnom području otočja Chiloé.

## Popis lokaliteta
| Slika | Ime                                           | Lokacija   | Općina    | Koordinate                                  | Bilješke |
| ----- | --------------------------------------------- | ---------- | --------- | ------------------------------------------- | --- |
|       | Iglesia Santa María de Loreto de Achao        | Achao      | Quinchao  | 42°16′53″S 73°17′33″W / 42.2815°S 73.2926°W | Crkva Gospe od Loreta je sagrađena 1740. godine u najvećem gradu na otoku Quinchao, kao najstarija crkva otočja Chiloé i prema tome najvrijednija. Prema predaji, njezina slika Gospe je ista ona koju je 1672. godine potkralj Perua darovao isusovcima u misiji Nahuel Huapi. Njezin toranj potječe iz obnove s početka 20. st. |
|       | Iglesia de Nuestra Señora de Gracia           | Quinchao   | Quinchao  | 42°30′07″S 73°27′18″W / 42.5020°S 73.4550°W | Crkva je izvorno dovršena 1880. godine od drveta čempresa, cimeta i lješnjaka. Opsežno je obnavljana 1906., 1960., 1993. i 2010. godine. Duga je skoro 53, a široka 18,5 metara. Njezin 18,3 m visok toranj je najviši od svih crkava otočja Chiloé. Crkva je okrenuta prema jugu, vrlo blizu morske obale, i paralelna je s rubom šetališta i prostorom koji služi kao atrij i prihvatilište za hodočasnike. |
|       | Iglesia Apóstol Santiago de Castro            | Castro     | Castro    | 42°24′44″S 73°47′24″W / 42.4122°S 73.7900°W | Franjevačka crkva sv. Jakova u glavnom gradu otočja Chiloé svojm površinom od 1.404 m², duljinom od 52 i visinom od 27 m, je najveća crkva otočja i zovu je "katedralom", iako je sjedište biskupije u Ancudu. Sagrađena je 1910. godine po nacrtima talijanskog arhitekta Eduarda Provasolija i iako ima pročelje poput ostalih Chiloe crkava, iznutra je neo-gotička. Sagradili su je lokalni majstori od lokalnog drveća (čempres, coigüe, i dr.), dok je unutrašnjost ukrašena uvezenim borom i drveta maslina, dok je krov pokriven galvaniziranim čelikom. |
|       | Iglesia de Nuestra Señora de Lourdes de Rilán | Rilán      | Castro    | 42°28′26″S 73°39′14″W / 42.4740°S 73.6540°W | U Rilánu je na njezinom mjestu stajala kapela iz 1658. godine. Trenutna crkva pripada zreloj školi trolisne arhitekture. Izgrađena je početkom 20. stoljeća i blagoslovljena 12. prosinca 1907. godine, ali je opsežno obnovljena 1990. god. Crkva ima rebrasti svod i trijem okrenut prema ravnici na jugu, prema obližnjoj morskoj obali, koja je sada gradski trg. |
|       | Iglesia Nuestra Señora de Gracias de Nercón   | Nercón     | Castro    | 42°17′36″S 73°27′54″W / 42.2933°S 73.4650°W | Crkva Gospe od milosti u Nercónu je završena 1890. godine i ima karakteristični zvonik izbad ulaznog trijema s kolonadom dvostrukih stupova. Posljednjom obnovom otvorena je dvorana u koru, a iz uzdužnog hodnika može se u potpunosti vidjeti konstrukcija kupole. |
|       | Iglesia Jesús Nazareno                        | Aldachildo | Puqueldón | 42°33′18″S 73°38′46″W / 42.5550°S 73.6460°W | Završena je koncem 19. stoljeća i posvećena je za svetkovinu Isusa Nazarećanina, koja se slavi 30 kolovoza. Crkva je paralelna s tjesnacem otoka Lemuy, okrenuta prema jugu i u neposrednoj blizini pristaništa. Procjenjuje se da od njezine izgradnje na početku stoljeća nije doživjela formalne promjene ili promjene materijala. Danas je u dobrom stanju, s tim da ima štete na bočnim prolazima i stupovima središnjeg broda. |
|       | Iglesia de Virgen de la Candelaria            | Ichuac     | Puqueldón | 42°34′30″S 73°44′35″W / 42.5750°S 73.7430°W | Crkva Gospe od Kolandora, koja se slavi 2. veljače, je župna crkva mjesta San Pedro Nolasco Puqueldón, jedne od 24 župe Ancudske biskupije. Crkva je u dobrom stanju, a njezina župna zajednica već 18 godina organizira i provodi restauratorske radove na crkvi. Ova akcija pokazuje važnost kapele koja je još uvijek središte vjerskog djelovanja žive, bogate tradicije. Jedna od njezinih najznačajnijih obilježja je slika sata na trijemu, koji pokazuje 3 sata poslije podne, ističući vrijeme Kristove smrti, ili vrijeme potresa iz 1960. god. |
|       | Iglesia de Nuestra Señora de Lourdes          | Detif      | Puqueldón | 42°37′54″S 73°34′37″W / 42.6318°S 73.5769°W | Izvorna kapela u središtu Detifa je sagrađena 1734. godine, a početkom 19. stoljeća je pretvorena u drvenu Crkvu Gospe Lurdske na kamenim temeljima. Ona ima dvokatni toranj na pročelju, iznad karakterističnog trijema s pet arkada koji se otvara prema trgu. Unutra je trobrodna s dva reda stupova, a sa svoda vise drveni brodovi koje su kao votivne darove ostavili mornari Detifa. |
|       | Iglesia de San Antonio de Vilupulli           | Vilupulli  | Chonchi   | 42°31′48″S 73°48′36″W / 42.5300°S 73.8100°W | Izgrađena je početkom 20. stoljeća i osobita je zbog izduženog trijema i vitkosti zvonika. Nalzi se u malom selu, na brežuljku s pogledom na more, i ostala je neobnovljena tako da njezin okoliš najviše podsjeća na izvorni okoliš Chiloé crkava. |
|       | Iglesia San Carlos Borromeo de Chonchi        | Chonchi    | Chonchi   | 42°33′54″S 73°49′12″W / 42.5650°S 73.8200°W | Chonchi se nalazi na mjestu gdje se ovaj veliki otok sužava na svojoj istočnoj obali i okrenut je otoku Lemuy, na španjolskom se ovo mjesto zvalo el fin de la cristiandad ("kraj kršćanstva"). Isusovci su izabrali ovu lokaciju kako bi uspostavili postaju za svoje misije, pokrivajući najdalja i najjužnija područja arhipelaga. Službeno je osnutak naselja, Villa San Carlos de Chonchi, održan 1767., a njegova prva crkva 1769. god. Selo je smješteno na padini, zbog čega ga zovu la ciudad de los tres pisos ("Grad na tri kata"). Crkva se nalazi na najvišem "katu" koji dominira okolicom i obalom. Ona je dovršena tijekom posljednja dva desetljeća 19. stoljeća, nakon što je prethodna bila demolirana zbog neodržavanja.     |
|       | Iglesia de Nuestra Señora del Patrocinio      | Tenaún     | Dalcahue  | 42°16′24″S 73°23′00″W / 42.2733°S 73.3833°W | Zaštitnik otoka i glavni blagdan je Gospe zaštitinice, 30. siječnja. Tenaún na lokalnom jeziku znači "tri planine" i vjeruje se da tri zvonika crkve simboliziraju ovaj koncept. Grad je osnovan uz obalu oko 1767., i to oko kapele br. 67. koju su isusovci podigli prilikom svoje misije 1757. – 58. god. Sama crkva, sagrađena na mjestu kapele, datira iz sredine 19. stoljeća. Smještena je na kraju gradskog trga, u dijagonalnom položaju u odnosu na linearni položaj ulica grada, tako da je ispred nje jasno vidljiv impozantan krajolik, i vidi se s mora. |
|       | Iglesia de San Antonio de Colo                | Colo       | Quemchi   | 42°13′12″S 73°22′30″W / 42.2200°S 73.3750°W | Crkva sv. Antuna je sagrađena oko 1890. i trenutno je u dobrom stanju. Ne postoji zapis o tome, ali se procjenjuje da je od njezine izgradnje prošla bez velikih materijalnih i formalnih promjena. Poznata je po svom pročeljnom trijemu koji završava s polulukom na obje strane, stvarajući sliku koja se razlikuje od tipologije Chiloe crkava. Ovu osobitost imaju samo crkve u Colou i Quicaví. Crkva se nalazi na putu prema gradu, okrenuta moru, uz groblje i pristupno šetalište koje je ograničeno seoskim kućama. |
|       | Iglesia de San Juan de Isla Grande            | San Juan   | Dalcahue  | 42°15′37″S 73°27′28″W / 42.2603°S 73.4579°W | Grad San Juan se nalazi u zaštićenoj uvali gdje je istoimena rijeka zaštićena brdima, s plažom koja bude u potpunosti bez vode tijekom oseke. Zbog te osobitosti ovaj zaljev je korišten za popravke i gradnju brodova. Crkva sv. Ivana se nalazi paralelno s linijom mora, čime je njezina izgradnja morala biti obavljena iz oceana. Njezina gradnja datira iz oko 1887., a najvažnija formalna promjena se dogodila 1960. godine kada joj je izmijenjen i dopunjen svod trijema i zvonik. |
|       | Iglesia de Nuestra Señora de los Dolores      | Dalcahue   | Dalcahue  | 42°18′36″S 73°39′07″W / 42.3100°S 73.6519°W | Crkva je sagrađena u kasnom 19. stoljeću na mjestu gdje je prije stajala stara kapela isusovačke misije. Sve zgrade iz tog područja odlikuju se izvrsnim pogledom jer se nalaze nasuprot kanala koji razdvaja Isla Grande od otoka Quinchao. Poput mnogih Chiloé crkava, pokrivena je izvana šindrom od ariša, koje su s vremenom krovu dale srebrnkast izgled. Crkva ima duboki trijem koji se sastoji od devet lukova, tri velika i šest manjih između njih. |
|       | Iglesia de Nuestra Señora del Rosario         | Chelín     | Castro    | 42°32′56″S 73°16′30″W / 42.5490°S 73.2750°W | God. 1734., prema podacima isusovačke Chiloé misije, u Chelínu je bilo ukupno 145 stanovnika. To je bila 17. postaja misije pod nazivom pueblo de indios con capilla ("indijansko selo s kapelom"). Sadašnja crkva potječe iz oko 1888. godine i poznata je po svojim arhitektonskim kvalitetama i neoklasičnom završetku. Nalazi se samo nekoliko metara od lukobrana. Obnovljena je 1990. godine i u dobrom je stanju. |
|       | Iglesia de Jesús Nazareno de Caguach          | Caguach    | Quinchao  | 42°26′40″S 73°16′30″W / 42.4445°S 73.2750°W | Crkva u Caguachu je domaćin najvažnijeg vjerskog festivala na otočju Chiloe, svetkovinu Isusa Nazarećanina. Proslava je započela 1778. godine kada se pet susjednih otočnih zajednica obvezalo da s posebnom pobožnošću slavi sliku Isusa iz Nazareta, izrađenu u Španjolskoj, a koju je u Caguach donio franjevački misionar fra Hilario Martinez. Od tada se svakog 30. kolovoza odvija masivni vjerski festival koji je do prije nekoliko godina imao drugu inačicu svake treće nedjelje u godini. Godine 1919., požar je u potpunosti uništio staru crkvu, iako su župšljani uspjeli spasiti svetu sliku. Godine 1925. je pet sela, koja su potpisala sporazum o pobožnosti, zajendo obnovili trenutačnu crkvu, što je njezina treća obnova. |

### Ostali projekti
|  | Zajednički poslužitelj ima stranicu o temi Drvene crkve Chiloé |